# Aphnaeus hutchinsonii
Hutchinson's Silver Spot hoặc Hutchinson's High-flier (Aphnaeus hutchinsonii) là một loài bướm thuộc họ Lycaenidae. Loài này có ở Nam Phi, Botswana, Mozambique, từ Zimbabwe through phía đông Africa tới Somalia. Ở Nam Phi, nó có ở phía bắc KwaZulu-Natal tới Gauteng, Mpumalanga và tỉnh Limpopo.
Sải cánh từ 29.5–33 mm đối với con đực và 32–43 mm đối với con cái. Cá thể trưởng thành mọc cánh từ tháng 9 tới tháng 1 đỉnh điểm từ tháng 10 tới tháng 11. Mỗi năm loài này có một thế hệ.
Ấu trùng ăn các loài Acacia robusta, Burkea africana, Loranthus và Viscum. Ấu trùng là thức ăn cho kiến.